# Centaurium tenuiflorum
Centaurium tenuiflorum là một loài thực vật có hoa trong họ Long đởm. Loài này được (Hoffmanns. & Link) Fritsch mô tả khoa học đầu tiên năm 1907.